# کوهستان (فیلم ۲۰۱۸)
کوهستان (انگلیسی: The Mountain) یک فیلم به کارگردانی ریک آلورسون است که در سال ۲۰۱۸ منتشر شد